# ソビエト連邦による満洲侵攻
ソビエト連邦による満洲侵攻 (英語: Soviet  invasion of Manchuria) は、1945年8月9日に、ソビエト連邦が大日本帝国の傀儡政権、満洲国に侵攻したことで始まった。ロシア語ではロシア語:  Манчжурская стратегическая наступательная операция, 満洲戦略攻撃作戦, 又はロシア語: Маньчжурская операци, 満洲作戦とよばれる。1945年のソ連対日参戦の中で最大の作戦であり、ノモンハン事件終結から約6年間の平和を経て、日ソ間が再び戦争状態となった。1983年以降、アメリカ陸軍の戦史研究者デイヴィッド・グランツが論文にて主題としたことから、8月の嵐作戦 (Operation August Storm)と呼ばれることもある。
ソ連は満洲への侵攻作戦により満洲国、蒙古聯合自治政府（現在の内モンゴル自治区）、朝鮮北部を獲得した。この作戦で関東軍が撃破されたことにより、ソ連を通じて連合国への条件付き降伏を模索していた日本政府が無条件降伏を決定した重要な要因であり、ソ連が仲介者としての役割を果たす意図が無いことを明らかにした 。

## 概要
1943年11月のテヘラン会談と1945年2月のヤルタ会談にて連合国と合意に至ったため、ソ連はドイツ降伏の3か月以内に第二次世界大戦の太平洋戦争に参戦すると約束した。テヘラン会談以来の極東ソ連軍は兵力の増強を重ね、侵攻は1945年8月9日、ナチス・ドイツが降伏した5月8日（モスクワ時間5月9日0:43）からきっかり3か月後に始まった。
1945年8月3日、アレクサンドル・ヴァシレフスキーはヨシフ・スターリンに、必要な場合は8月5日未明から攻撃可能と報告した。8月8日のトランスバイカル時間 (UTC+10) 午後11時、ヴャチェスラフ・モロトフソ連外相は佐藤尚武日本大使に対日宣戦布告し、8月9日からソ連政府は日本との戦争状態と見做すことを通告した。9日午前1時（ハバロフスク時間）に、ソ連軍は満洲の東部、西部、北部から、三方向同時に侵攻を開始した。
- 小興安嶺・奉天攻撃作戦（ロシア語版）
- ハルビン・吉林攻撃作戦（ロシア語版）
- 松花江攻撃作戦（ロシア語版）

戦闘は満洲国境を越えて広がり、当時日本領であった南樺太、千島列島などと共に調整され統合された侵攻は、満洲の戦い “the Battle of Manchuria”とも呼ばれる。

### 兵力と展開
侵攻は1945年8月9日未明に開始され、ザバイカル方面軍・第1極東方面軍・第2極東方面軍が砂漠・山岳・湿地を横断する多軸進撃で関東軍を機動包囲したである。ソ連側の投入兵力は約150万人、戦車・自走砲約5千両、航空機約5千機と推定され、これらの兵站計画と鉄道輸送の整備は5月以降機動的に実施された。

## 背景と軍備増強
日本の勝利に終わった1905年の日露戦争とそれに伴うポーツマス条約は、1931年9月の柳条湖事件と満洲事変を含むその後の出来事と関連し、日本は最終的に朝鮮、満洲、南樺太の支配を獲得した。1930年代後半には、多くの日ソ国境紛争があり、最も重要な張鼓峰事件（1938年7月から8月）とノモンハン事件（1939年5月から9月）は、1941年9月の日ソ中立条約の原因となった。中立条約は国境紛争から軍事力を解放し、ソ連が独ソ戦に集中することが可能になると同時に日本も東南アジアや太平洋地域への進出に集中することが可能となった。
スターリングラード攻防戦での成功と、最終的なドイツの敗北が益々明白になってくると、スターリンが日本を糾弾する演説を出すという公的な面と、極東では軍事力と物資を増強するという「私的」な面の両方で、日本に対するソ連の態度は変わった。1943年11月のテヘラン会談 では、スターリン、チャーチル、ルーズベルトは、ドイツが降伏した時点でソ連が対日参戦することに合意した。スターリンはジレンマに直面し、彼は二正面作戦を是が非でも避けたかったが、ヨーロッパと同様に極東でも利益を引き出すことを望んだ。スターリンが二正面作戦なしに極東で利益を出せる唯一の方法は、日本より前にドイツが降伏することだった。
日ソ中立条約のため、ソ連は太平洋戦争勃発後にソ連領に不時着・上陸した連合軍の航空機搭乗員を抑留する政策を取っていたが、通常一定期間の後に「脱出」が認められた。ドイツの敗北前にもかかわらず極東ソ連軍の兵力増強は着実に加速していった。1945年初めまでにドイツの敗北に先んじてソ連が攻撃することはなかったが、満洲侵攻を準備していることは日本側にとっても明白だった。日本は太平洋での戦況に加えて、いつどこでソ連が対日参戦してくるか判断する必要があると悟った。
1945年2月のヤルタ会談では、特にドイツ降伏後3か月以内に対日参戦することへ同意する代わりに、スターリンは南樺太や千島列島の占領、満洲における権益をルーズベルトから確約した。1945年3月中旬には、日本にとって太平洋戦争の状況はますます厳しくなり、南方地域の戦闘を支援するため満洲から精鋭部隊を抽出していった一方、ソ連は極東ソ連軍の増強を続けた。ソ連は日ソ中立条約を更新しないことを決めていた。日ソ中立条約の条項には条約を廃棄する場合は期間満了の1年前には通知するよう求めていたため、ソ連は4月5日に日本へ条約延長を希望しない旨を通知した。これは日本に大きな懸念を抱かせたが、条約はあと1年間有効なので何ら野心はないと日本側を説得した。
1945年5月8日のドイツ降伏はヤルタ会談での合意をソ連が履行する場合、8月9日までに対日参戦する必要があることを意味した。日本は今や唯一の枢軸国であったが、ソ連との和平を維持して日ソ中立条約の延長を希望しており、これを軸として連合国との講和を画策していた。ヤルタ会談以来、日本は日ソ中立条約を延長すること、そして連合国との和平交渉をソ連に仲介してもらうためソ連に繰り返し働きかけていた。ソ連はこうした日本の期待を失望させないよう、可能な限りプロセスを長引かせるのと並行して侵攻作戦の準備が続けられた。1945年4月から政権を担った鈴木貫太郎内閣の役割の一つは、無条件降伏以外の条件付きの講和を試みることだった。6月下旬、日本はソ連に連合国との和平交渉を仲介してもらうため具体的な提案を行い、その見返りとして南樺太の返還や北千島列島の領有など非常に魅力的な譲歩を申し出た。スターリンがこの交渉内容に興味を示したので日本はソ連の反応を期待したが、ソ連は提案に対する回答を避け続けた。1945年7月16日から8月までポツダム会談が開かれた。7月24日にソ連は日本にいた駐日ソ連大使館員とその家族を呼び戻した。7月26日の会談でチャーチル、トルーマン、蔣介石によってポツダム宣言が提示され、日本に無条件降伏を要求した。日本はポツダム宣言にスターリンの署名がないことを理由にソ連からの回答を待ち続け、宣言への明確な返答を避けた。
日本はシベリア鉄道の往来と満ソ国境でのソ連軍の活動を常時監視しており、参謀本部では8月下旬から9月までに満洲への侵攻準備が完了するとみていた。それと対照的に関東軍総司令部では情勢に楽観的でソ連軍の準備は10月以降までかかるとみていた。国境地帯でのソ連軍の活発な活動は把握していたが、実際にはどの時点で侵攻してくるかについて現実的な考えや直接的な証拠を持たなかった。日本はソ連の侵攻作戦が1945年8月下旬から1946年春までの間と見積もったが、ソ連軍最高司令部スタフカは1945年8月半ばの侵攻を計画しており、密かに90個師団にまで兵力増強を行っていた。兵力輸送に伴う鉄道網への負担を避けるため、物資を満載したトラックでシベリアを横断した。
1945年8月8日午後11時過ぎ（モスクワ時間午後5時過ぎ）、モスクワの佐藤尚武駐ソ大使はヴャチェスラフ・モロトフ外相から対日宣戦布告を言い渡され、9日午前1時に侵攻が始まった。

## 参加戦力

### 日本軍
山田乙三大将指揮下の関東軍は満洲占領軍の主力部隊であり、2個方面軍と朝鮮半島を守備する1個方面軍で構成されていた。
- 第1方面軍（満洲国北東部）
  - 第3軍
  - 第5軍
- 第3方面軍（満洲国南西部）
  - 第4軍
  - 第30軍
  - 第34軍
  - 第44軍
- 第17方面軍（朝鮮半島）

ソ連軍「大祖国戦争の歴史」（第5巻、548-549ページ）に記載されているように:
関東軍の部隊には、短機関銃、対戦車兵器、ロケット砲は全くなく、大口径砲の予備もほとんどありませんでした（歩兵師団や砲兵連隊、旅団はほとんどの場合75mm砲だけであった）。
関東軍の総兵力は、第17方面軍を加えて31個師団と11個旅団で兵力は約90万に達し、戦車約400両と航空機約2,000機（在満洲1,040機、戦闘用230機、最新鋭機は55機）いた。しかし、太平洋戦争の戦況悪化に伴って多くの精鋭部隊や物資を南方戦線に移していたため実際の戦力は大幅に低下しており、関東軍の多くの部隊で作戦準備ができていないと見做された。中には作戦準備が15%以下と申告された部隊もあった。
関東軍の精鋭部隊が抽出されたことにより、今後避けられないソ連軍の侵攻から満洲を防衛するため、日本軍は1945年夏に新しい対ソ作戦計画を立案した。計画では満ソ国境地帯から多くの部隊を再配備するよう見直して、国境地帯は軽く抑えてソ連軍への遅滞行動が取られる間に軍主力は満洲東部・北部に建設された要塞地帯に立て籠もって持久戦を展開（朝鮮半島への侵攻阻止）することになっていた。
日本軍はシベリア鉄道と満ソ国境でのソ連軍の活動に対する監視を強化して、満洲東部からの侵攻に備えた。もし満洲西部から侵攻された場合でも、現地守備隊で対処可能だと考えていた。

### ソ連軍
アレクサンドル・ヴァシレフスキーソ連邦元帥指揮下の極東軍は、単純だが大規模な満洲侵攻計画を立て、満洲全域に巨大な翼包囲を敷くことを指示した。これは西からのザバイカル戦線と東からの第1極東戦線によって実行され、第2極東戦線は突出部の満洲中央部を北から攻撃した。対日戦中に活動していたソ連唯一の戦域司令部に相当する極東軍司令部は3個方面軍から構成された。

#### ザバイカル戦線

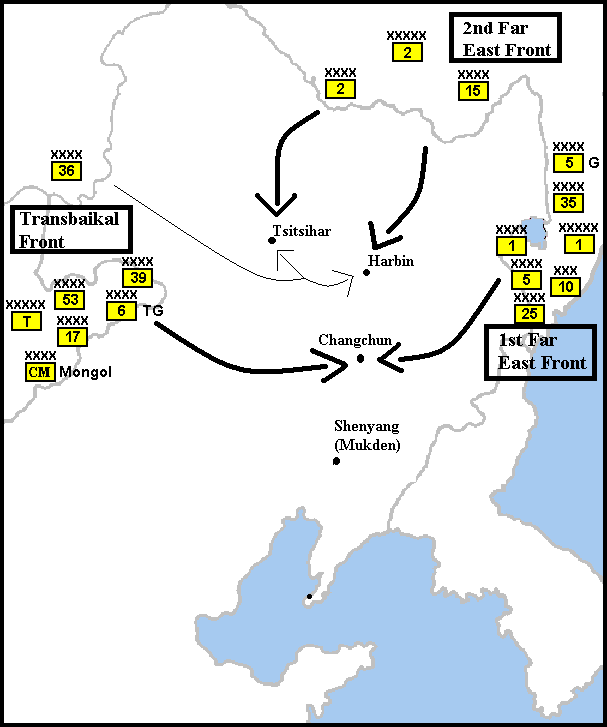
ソ連による満洲侵攻計画を表す基本図

ロディオン・マリノフスキー下のザバイカル戦線は以下を含んだ。
- 第17軍 (ソ連)（ロシア語版）
- 第36軍
- 第39軍 (ソ連)（ロシア語版）
- 第53軍 (ソ連)（ロシア語版）
- 第6親衛戦車軍（ロシア語版）
- イッサ・プリーエフ下のモンゴル人民軍（ロシア語版）騎兵機械化集団（ロシア語版）
- 第12航空軍 (ソ連)（ロシア語版）

ザバイカル戦線は翼包囲の西半分を形成し、内モンゴルの砂漠を横断して大興安嶺山脈を越えた。これらの部隊は最初に奉天 (現在の瀋陽市) を確保し、次に満洲中央部の南にある長春市の第1極東戦線の部隊と合流して翼包囲を完成させることを目的としていた。
1,000両の戦車と自走砲を集めた第6親衛戦車軍は、装甲前衛部隊としての役割を果たし、方面軍の前進を先導して侵攻5日目までに満洲内陸部に縦深350kmの確保を目標としていた。
第36軍も西から攻撃して、ハルビン市とチチハル市で第2極東戦線と合流することを目的としていた。

#### 第1極東戦線
キリル・メレツコフ下の第1極東戦線は以下を含んだ。
- 第1赤旗軍（ロシア語版）
- 第5軍
- 第25軍
- 第35軍
- 第10機械化軍団 (第二次編成)（ロシア語版）
- 第9航空軍 (ソ連)（ロシア語版）

第1極東戦線は翼包囲の東半分を形成していた。第1赤旗軍、第5軍、第10機械化軍団からなる軍団は、牡丹江市へ攻撃を開始した。牡丹江市を占領した後は吉林省の長春市とハルビン市へ向けて進攻、その最終目的は長春や吉林にてザバイカル戦線と連携して、翼包囲を完成させることだった。
第2目的として第1極東戦線は日本軍の朝鮮半島への後退を妨害する、次に北緯38度線以北の朝鮮半島に侵攻する予定であり、解放された区域は後に朝鮮民主主義人民共和国の領土となった。この第2目的は第25軍によって実行される予定だった。第35軍は勃利県の都市と密山市を占領する任務を課された。

#### 第2極東戦線
マクシム・プルカエフ下の第2極東戦線は以下を含んだ。
- 第2赤旗軍（ロシア語版）
- 第15軍 (ソ連)（ロシア語版）
- 第16軍 (ソ連)（ロシア語版）
- 第5狙撃軍団（ロシア語版）
- アムール船隊（ロシア語版）
- 第10航空軍 (ソ連)（ロシア語版）
- 第11航空軍 (ソ連)（ロシア語版）

第2極東戦線は攻撃任務への支援として展開された。目標はハルビン市とチチハル市を占領して、日本軍の満洲南部への後退を妨害することだった。前線部隊には1940年代初めにソ連領内に撤退した東北抗日聯軍の中国人と朝鮮人ゲリラから成る第88独立狙撃旅団も含んだ。周保中に率いられたこの部隊は破壊工作や偵察任務を行うため侵攻作戦に参加することになっていたが、戦場へ送るには価値があり過ぎると見做された。この部隊は戦闘任務から外され、代わりにその後の占領期間に解放された地域の役所や警察署の指導職や管理職に就任した。(将来の独裁者金日成を含む) 第88独立狙撃旅団の朝鮮人大隊も第1極東戦線の一部として、その後の朝鮮解放後の活動を支援するために送られた。
第1極東戦線とザバイカル戦線の部隊が長春を占領すると、第2極東戦線は遼東半島を攻撃し、旅順を占領する予定だった。
|                      | 合計      | ザバイカル 戦線 | 第1極東戦線 | 第2極東戦線 |
| -------------------- | --------- | --------------- | ----------- | ----------- |
| 兵員数               | 1,577,725 | 654,040         | 586,589     | 337,096     |
| 大砲、迫撃砲         | 27,086    | 9,668           | 11,430      | 5,988       |
| 複式ロケット発射装置 | 1,171     | 583             | 516         | 72          |
| 戦車、自走砲         | 5,556     | 2,416           | 1,860       | 1,280       |
| 航空機               | 3,721     | 1,324           | 1,137       | 1,260       |

また、日本側の一資料では、以下の通りである。
- 総数
  - 師団80個
  - 戦車・機械化旅団40個
  - 飛行師団32個
  - 戦車・自走砲5,250両
  - 航空機5,171機
  - 兵力175万
- 第1極東戦線（キリル・メレツコフ）
  - 狙撃師団31個
  - 騎兵師団1個
  - 戦車・機械化旅団14個
  - 大砲・迫撃砲10,616門
  - 戦車・自走砲1,974両
- 第2極東戦線（マクシム・プルカエフ）
  - 狙撃師団11個
  - 戦車旅団8個
  - 大砲・迫撃砲4,781門
  - 戦車・自走砲917両
- ザバイカル戦線（ロディオン・マリノフスキー）
  - 狙撃師団28個
  - 騎兵師団5個
  - 戦車師団2個
  - 自動車化狙撃師団2個
  - 大砲・迫撃砲8,980門
  - 戦車・自走砲2,359両

各戦線は、軍団の代わりに前線に直接付随する “front  units” を所有していた。戦力のおよそ1/3は、戦闘支援と補給任務に就いた。ソ連の作戦計画では独ソ戦で得られた機動戦での経験が組み込まれている。

## 戦闘経過
8月9日午前1時に始まったソ連軍の攻撃はおよそ4時間に亘って続いた。ソ連軍の攻勢規模からそれが全面攻勢を意味するものと考えられていたにもかかわらず、関東軍総司令部は一時的な越境攻撃である可能性を鑑み、大本営からの「静謐確保」を守ることを前線部隊に優先させた。そのため、圧倒的なソ連軍の攻撃で玉砕する守備隊も出ていた中、午前3時時点で前線に出された指示は「全面開戦を準備すべし」であった。その後前線から続々と入る報告を聞いて、ようやく全面侵攻を確信した司令部は大本営からの返答を待たず、午前6時に「当面の敵を撃破」するよう命令を更新した。この日の大本営は戦闘準備の指示に留めており、対ソ全面作戦の発動を命じたのは翌朝にだったが、それは日本本土への侵攻ルートとなる朝鮮半島の防衛を念頭に指示したものでもあり、この時点で満洲は事実上見捨てられた。

### 満洲東部
東部では第1方面軍が守備に当たった。ソ連国境の間近に接した満洲東部の虎頭要塞には1,200名の守備隊がいたが、ソ連軍約4万が大挙して押し寄せたため戦闘は8月26日まで続き、生存者わずか100名程に留まった。最初の攻撃では、要塞本体の損害は軽微であったが、主要道路、鉄道、通信網は早々に遮断され、国境付近の監視哨からの連絡は途絶えていった。この時点で攻撃が単なる越境事件か全面侵攻かを判別できなかった要塞司令官は、新京の関東軍総司令部に「虎頭方面砲撃を受けつつあり…」との緊急連絡を入れて指示を仰ぎ、これが最初のソ連侵攻の知らせとなった。総司令部には間髪を入れずに、東寧と綏芬河への攻撃、及び牡丹江市の空襲の連絡も届き、綏芬河と満洲里の居留民は集団自決したとの報告も入った。
要塞の損害が拡大する中、司令官は残存兵力を集めて籠城による持久戦を指示、午後1時には本格的な反撃を開始した。この日のうちに虎頭要塞は、その周辺部に残る唯一の要塞となり孤立したが、ソ連軍の空襲を受けつつもソ連軍将校を捕虜にするなど戦果を挙げた。しかし、虎頭要塞は降伏勧告を拒否したためソ連軍から徹底的な攻撃が加えられ、8月26日に守備隊は壊滅した。
ソ連軍8個師団と6個戦車旅団が攻撃した三岔口要塞では、3つの陣地に日本兵1,700名が守備に当たり、その内2つの陣地が侵攻初日に陥落したが、生存者660名が22日まで抵抗した。最後に残った守備隊1,000名の勝鬨陣地はそれまでの損害が150名程と堅牢な陣地であり、空襲と30cm榴弾砲40門による砲撃にも耐え、関東軍参謀が軍使のソ連軍将校を連れて停戦を命じるまで抵抗が続けられた。勝鬨以南から琿春までの国境は攻撃が少なく、後退指示により現地守備隊も損害は小さかった。
歩兵第271連隊の300名が守備した綏芬河の天長山陣地には、在郷軍人と一般居留民合わせて350名程が逃れ、11日まで陣地を防衛したが、15日にはソ連軍の突破されて居留民と共に玉砕した。
日本軍3個師団が守備していた牡丹江の戦いでは、幹部候補生を主とする1,680名が掖河の東20kmでの地点で戦い、爆弾を抱えて戦車に突撃する肉弾戦でソ連軍戦車40両を撃破したが、生存者は100名程であった。観月台を突破された後、歩兵第370連隊がソ連軍の進撃を防いだが、15日夜までにはこれも突破された。小豆山の重砲兵隊も15日に兵員の多くが玉砕し、師団長含めた生存者全員で斬り込みを準備していたところに転進命令を受け、23日に寧安で武装解除された。奇襲を受けた牡丹江守備隊の損害は大きかったが、迅速な部隊配置が功を奏して牡丹江居留民の避難と第5軍の進路変更に成功した。
朝鮮方面では、8月12日に雄基、羅津にソ連海軍歩兵約2,000名が上陸して羅津要塞守備隊との間で戦闘になったが、ソ連軍は第393狙撃師団の増援を受けたことで守備隊は西に後退を余儀なくされた。羅南師管区の清津には13日に威力偵察部隊、14日に海軍歩兵1個大隊、15日に海軍歩兵4個大隊が上陸し、日本軍は反撃しつつも後退して17日に停戦した。図們江守備隊は歩兵第248連隊が交戦したのみで、大きな戦闘は起きなかったが、工兵第79連隊や機動第1旅団などでは自決者が出た。
松花江沿岸では川を遡って進軍するアムール小艦隊および第15軍との戦闘が起きた。9日に渡河したソ連軍は橋頭堡を築き、撫遠の守備隊と居留民をほぼ全滅させた。11日の富錦守備隊は激戦の末に上陸軍を撃退した。歩兵第366連隊も邦人避難の時間稼ぎを果たした一方、これら前線部隊の多くは第134師団主力と合流できないまま武装解除に応じた。
東部方面では、日本側の戦車と航空兵力不足に加えて牡丹江街道の対戦車壕構築が遅れていたためソ連軍戦車部隊は円滑に進攻できた一方、日本軍は鉄道を居留民の退避と武器弾薬輸送に使ったため、対ソ戦用に準備されていた列車砲や装甲列車を活用出来ないまま占領された。

### 満洲北部
北部の守備を担当する第4軍の上村幹男司令官は、8月3日時点でソ連軍の展開を察知し、関東軍総参謀長の許可を得て、事前に作戦準備に取り掛かっていた。璦琿では、南方へ転用されずに残った精鋭である独立混成第135旅団がソ連軍第2極東戦線第2赤旗軍の上陸妨害に努めたが、数に押されて嫩江への侵攻を許す。その後は独立歩兵第796大隊と第135旅団の砲兵部隊が、渡河した上陸軍を肉弾戦で迎え撃ち、21日に停戦するまで戦闘が続いた。
T34戦車、T44戦車、IS-2、IS-3とISU-152には迫撃砲が効かなかったため、孫呉の歩兵第269連隊第1大隊約600名は、10 kgの爆弾を持って戦車に飛び込む肉弾戦を敢行せざるを得なかった。15日から転進したソ連軍の孫呉南部への迂回を阻んだ第123挺身大隊約1,300名も、ソ連軍戦車旅団の包囲に対して手榴弾と共に突撃して7割近くが戦死したが、この奮闘により孫呉への攻撃が回避された。第135旅団は第123師団との通信が取れなかったため、停戦の確認に時間を要し、璦琿の終戦は21日であった。勝武屯陣地の歩兵第269連隊第1大隊も激戦の末、通信不能の中で15日に主力部隊を後退させたが、終戦を知りながらも降伏せず、9月に北安で武装解除を受けるまで戦闘を継続した。
国境付近にある満洲里や孤立した開拓村の被害は特に大きく、避難すら間に合わなかった軍民に多大な犠牲または抑留者が出たが、ジャライノール地区の居留民は鉄道で避難できた。
満洲西部から進軍した目標地点の一つ、ハイラル (海拉爾) の南北10km、東西15kmに及ぶ陣地は、本来は3万の兵力で守備するところ関東軍の守備兵力縮小に合わせて、独立混成第80旅団5,000名が守備に当たることになった。9日朝、ソ連軍機がハイラル市街を空襲したため旅団長の野村登亀江少将は、隷下部隊に緊急配備を指示したあと要塞に入って指揮に当たった。ここにはソ連軍5個師団と戦車1個旅団が侵攻したが、大砲を持たぬ日本側は遊撃戦に頼る他なかった。ハイラル陣地では18日朝に武装解除するまでにおよそ1,000名の戦死者を出した。西口には9個師団、戦車1個師団、戦車2個旅団が押し寄せ、これに対峙したのは第107師団歩兵第90連隊のわずか1,000名あまりだった。

### 満洲西部
第3方面軍が守備する満洲西部の担当地域は広大であり、戦力不足とも相まって軍主力は各地に点在し、アルシャンに突出していた第107師団を除いて国境から離れた場所に布陣していた。9日朝、第107師団は大興安嶺山脈を通過してきたソ連軍第39軍と衝突した。その後、3個大隊を10日から鉄道にて後退させ始めたが、ソ連軍の待ち伏せ攻撃を受けたため分散して後退していった。師団主力は12日から後退を始め、ソ連軍によって断たれた退路を開けるべく2個連隊を投入し、大きな犠牲を払いつつ後退に成功した。その後の逃避行は飢えと疲労による多くの落伍者を出しつつも、25日に南進してきたソ連軍第221狙撃師団を撃破した。ソ連軍主力は南から転回し第107師団を追撃しつつ関東軍に停戦命令を出すよう指示し、日ソ両軍の将官が航空機で降り立ち停戦を伝えた。一方、ソ連軍第39軍はアルシャンまで山岳部の進攻を余儀無くされたが、新京、奉天への進軍を達成、戦後は鉄道網の回復と占領地の警備、大連での占領行政に当たった。
これと第2航空軍以外の第3方面軍はほとんど戦火を交えることなく終戦に至った。第108師団歩兵第241連隊は二手に分かれて遊撃戦をしつつ後退、第3大隊と同様に錦県に到達し、歩兵第240連隊は承徳で武装解除に応じた。15日までには、ザバイカル方面軍は大興安嶺を越えて中部に進出しつつあったが、戦車部隊は水と燃料の枯渇により停止を余儀なくされていた。他方、新京に司令部を置いていた第2航空軍も関東軍の例に漏れず、主力が南方へと引き抜かれており、事実上の戦力は四式戦闘機疾風30機あまりで編成された飛行第104戦隊のみであった。8月12日、第107師団が包囲されたのを受けて疾風30機と二式複座戦闘機屠竜12機がソ連軍第17軍を対地攻撃してトラック、戦車、装甲車など20両を破壊した。第101教育飛行隊にも出撃命令が下り、12日に一式戦闘機隼14機がソ連軍輸送部隊を攻撃、13日には九九式襲撃機3機も加わり、第2極東戦線の装甲車8両を破壊した。航空戦力の総数ではソ連軍の方が圧倒的に多かったが、実際の稼働率は半分以下だったこともあり、日本軍は対地攻撃に専念できた。また、南京の第13飛行師団も攻撃に参加し、10日と13日に一〇〇式司令部偵察機がザバイカル方面軍の位置を確認、15日に九九式双発軽爆撃機22機が戦車部隊と砲兵隊に急降下爆撃を行い、ソ連軍から対空射撃を受けたものの全機無事に帰投した。

### 停戦とその後
ポツダム宣言受諾後の8月16日朝、アメリカからの停戦命令を受けた大本営は、午後4時に陸海軍に対し即時停戦を命じた。大本営からの正式な停戦命令が関東軍に伝わったのは、16日午後6時頃であった。山田乙三関東軍総司令官と秦彦三郎総参謀長が開いた幕僚会議では、徹底抗戦の声が多数を占めていたが、山田と秦は停戦命令に従う意志を表明し、結局は停戦に応じることになった。しかし、ソ連軍総司令部では停戦命令が未だ出されていないと見做されたため、日本軍の完全降伏か武装解除・ソ連軍進駐を認める形での停戦を果たしたと思われるまで、前線部隊に攻撃続行することを命じた。スターリンは戦後の占領区域を少しでも多く確保するため降伏文書の調印まで攻撃の手を緩めるわけにはいかなかったともいわれる。
関東軍が17日朝に出した停戦命令も通信網の分断により中々届かず、実際には各地で戦闘が継続していた。関東軍総司令部は、16日夜からソ連軍総司令部との接触を試みたが当初通じず、17日の午後になってようやく連絡が取れた。19日午後3時半頃、第1極東戦線司令部があるソ連沿海州ジャリコーボで会談が開かれ、武装解除についての取り決めでは日本軍の名誉を重んじ帯刀を許可することも決定された。結果的にこれは反故にされた。
また、多くの軍人・軍属及び旧満洲国政府関係者がシベリア抑留を受けることになった。
ソ連軍の侵攻に伴い、関東軍は遷都の名目で満洲国皇帝溥儀を臨江に移動させたが、日本の降伏によって後ろ盾が消えた満洲国の張景恵首相は、国家の解体と皇帝の退位を決定した。退位後の溥儀は日本への亡命を希望したが、奉天の飛行場から出発する間際に侵攻してきたソ連軍に拘束されて5年間抑留された。

## その後

戦後に満洲里市に建てられたソ連赤軍殉死者墓地

満洲侵攻は日本の降伏と第二次世界大戦の終結に直結した重要な要素である。その上、ソ連による満洲と朝鮮北部の占領によって、現地の共産主義勢力に支配が移る結果となった。ソ連当局により支援された中国共産党や朝鮮労働党など共産主義勢力の勃興と政治紛争としての朝鮮戦争を形成する要因となった。
満洲国と内モンゴルに開拓民として送られた邦人数千人が中国に取り残された。残された日本人の多くは女性であり、彼女たちのほとんどは中国人男性と結婚し、残留婦人として知られるようになった。中国人男性を父親に持つ子供達を産んだため、日本人女性は中国人家族を日本に連れ帰ることを許されず、️ほとんどの女性が現地に留まった。日本の法律では、日本人の父親を持つ子どものみが日本国籍を取得できると認めた。
1949年12月下旬、ソ連の満洲侵攻にて捕虜となった関東軍の元司令官や幕僚の多数が、731部隊の活動に関連して有罪を宣告され、関連した部隊の兵士も人道に対する罪、化学兵器および生物兵器の使用との繋がりで有罪になった。

## 戦争犯罪
満洲侵攻中、ソ連兵やモンゴル兵の中には日本人避難民を襲撃したり、日本人女性を強姦する事件が相当数あった。ソ連兵と共に地元の中国人でさえ避難民に対する攻撃に加わった。一つの有名な事例、葛根廟事件ではソ連兵が、その多くが婦女子からなる1,000人を越える日本の避難民を虐殺した。日本人の財産もソ連兵や地元住民・匪賊により掠奪された。ソ連兵による迫害から自身や家族を守るため多くの日本人女性が地元民男性に嫁いだ。そうした日本人女性は「残留婦人」として知られるようになった。
ロシアの歴史研究者ヴャチェスラフ・ジモーニン（Vyacheslav Zimonin）によれば、日本人避難民の多くはソ連兵が近づくと集団自決した。ソ連兵に殺される前に、母親は日本兵により我が子を殺すことを強要された。日本軍もしばし民間人の殺害や自決に加担しており、第5軍司令官の清水規矩中将は「それぞれの国民は、自国の規範によって生まれ、死んでいく」という言葉を残している。負傷した日本兵など自力で動けなくなった者は、軍の後退時に置き去りにされた。
アメリカ、イギリスの報告書では、満洲を占領したおよそ70万のソ連軍は占領した都市の地元中国人からも掠奪を行ったがソ連当局は兵士たちを制止しなかった。奉天では「3日間の性的暴行と掠奪」があったと言われている。ハルビンでは、中国人住民により「赤き帝国主義を打倒せよ！」といったスローガンを掲げられた。大量強姦や掠奪について、中国共産党指導部から抗議を受けたソ連当局は対策など取らずに無視した。一方で、ソ連軍の憲兵が性的暴行を行った兵士を現場で捕えたとき即決で処刑するのを見たとする日本人証言もある。満洲の中国警察は様々な罪を犯したソ連兵を逮捕、または処刑した事件が複数あり、満洲でのソ連と中国当局間での衝突の原因となった。
朝鮮北部ではソビエト民政庁下にあった時代に、日本人と朝鮮人女性に対してソ連兵が性的暴行を働いたことも報告された。ソ連兵は、北朝鮮に住んでいた日本人と朝鮮人双方の財産を掠奪したりもした。ソ連は満洲や北朝鮮にあった日本企業の所有権を主張し、高価な資材や産業機器を奪った。